# 3449 Abell
3449 Abell (1978 VR9) là một tiểu hành tinh vành đai chính được phát hiện ngày 7 tháng 11 năm 1978 bởi Helin, E. F. và Bus, S. J. ở Palomar. Nó được đặt tên cho nhà thiên văn học George O. Abell.